# 井田幸昌
井田幸昌（いだ ゆきまさ、1990年2月18日 - ）は、日本の画家、現代美術家。株式会社IDA Studio 代表取締役社長。
絵画を中心として彫刻や版画作品
も発表。一貫して「一期一会」を制作のコンセプトに、「Portrait」シリーズや、自身の心象風景や身近な無名の人々を出会ったその日に描く「The end of today」シリーズなどを発表している
。
かつてインドを旅した井田は、路上で人が生まれ死ぬ日常、物乞いをする子どもたち、ムンバイのスラムにある「Life is Short」という文字を目にして、自分の生活を省みるとともに、「同じ人や瞬間に二度と会えない」という実感を得たと語っている。帰国後、旅先で出会った老婆を描く中で、この気づきを「一期一会」という言葉に見出し、以後、作品制作の基盤としている。この体験を通じて、彼の作品は変化や時間、生と死、そして他者を完全に理解できないことへの問いを内包するようになった。

## 来歴
1990年鳥取県生まれ。彫刻家である父、井田勝己
の影響を受け、小さい頃から身近にアートを感じ、物心ついた頃から絵を描いたり、創作をするなどして育つ。父と親交のあった彫刻家であるロバート・シンドルフ
をメンターと慕い、彼から多くを学んだ。16歳の時、本格的に油彩画と出会う
。
高校卒業後に石屋に就職するも、絵を諦めきれずに東京藝術大学を受験し入学。2016年東京藝術大学油画専攻卒業、2019年東京藝術大学大学院油画修了。
在学時代から対外的に作品を発表し、個展、グループ展を開催。
2016年当時長崎県立美術館学芸課長であった野中明氏の推薦により「VOCA展 2016」に参加
。また、同年行われた現代芸術振興財団主催の「CAF賞」で「審査員特別賞」を受賞
。
2017年、レオナルド・ディカプリオ・ファウンデーション・オークションへ他著名アーティストと共に最年少で招待参加。
2017年、ニューヨーク、ロンドンに滞在。帰国後、株式会社IDA Studioを設立。同社代表取締役社長に就任。ギャラリーに所属せず活動することを選択する。
2017年、ロンドンで初の個展『Bespoke』

を期に、海外でも積極的に活動を開始。これまでにパリ、北京、ロンドン、シカゴなど、世界各地で個展・展覧会を開催している。
2018年、Fobus JAPANが表彰する「フォーブス30アンダー30 | 30 UNDER 30 JAPAN」のひとりに選ばれる
。
2020年、3年の歳月をかけ、『箱庭 -創造的な寓意- 』(2020, Oil on panel,350×1092 cm)を完成させ、その作品も収蔵した作品集『YUKIMASA IDA: Crystallization』を美術出版社より刊行。

2021年 台湾の大人気歌手Jay Chouとサザビーズ香港が行ったコラボレーションセールに出品され、アーティストレコードを更新
。また、マリアン・イブラヒム（英語: Mariane Ibrahim）とパートナーシップを開始。個展『Here and Now』、グループ展『J'AI DEUX AMOURS...ARCHITECTURAL DIGEST』など。Mariane Ibrahimは2021年Power 100にも選出されている
。
また、企業とのコラボレーションとして、ファッションECサイトZOZOVILLAのキービジュアルの担当
、ディオールがアーティストと行うコラボレーション「Dior Lady Art」プロジェクトに参加
。2021年、日本の民間人として初めて国際宇宙ステーション（ISS）に滞在する宇宙旅行を行った前澤友作によって、井田幸昌の作品『画家のアトリエ』がISSに設置されている
。
2022年4月26日から、パブロ・ピカソの生誕地である、スペインのマラガにあるピカソ生誕地ミュージアム（Museo Casa Natal Picasso）

にて個展『Yukimasa Ida visits Pablo Picasso』を開催。また、同年、グループ展では、ドバイのFabien Fryns Fine Art にて『Facial Recognition』、香港のVillepin Galleryにて『THE LOSS OF HUMAN FACE?』へ参加。
2022年、鳥取県文化奨励賞を受賞。
2023年自身初となる国内美術館での巡回展を実施。「Panta Rhei | パンタ・レイ − 世界が存在する限り」は、2023年7月22日から井田幸昌の故郷である米子市美術館、9月30日から京都市京セラ美術館で開催された。

## 主な個展
- 2023 「Panta Rhei | パンタ・レイ − 世界が存在する限り」
- 2022 「Now is Gone」 Mariane Ibrahim Gallery (Paris,France)
- 2022 「YUKIMASA IDA visits PABLO PICASSO」　Picasso Birthplace Museum (Spain,Malaga)
- 2021 「Here and Now」 Mariane Ibrahim Gallery (Chicago,USA)
- 2020 「Crystallization」 銀座蔦屋書店 GINZA ATRIUM (Tokyo,Japan)
- 2020 「King of limbs」KAIKAI KIKI GALLERY(Tokyo,Japan)
- 2019 「Rhapsody」 Mayfair London (London,UK)
- 2019 「Portraits」 銀座蔦屋書店 GINZA ATRIUM (Tokyo,Japan)
- 2019 「The End of Today」 东景缘 The Temple Hotel (Beijing,China)
- 2017 「Banquet」NAUFU Contemporary (Gifu, Japan)
- 2017 「Bespoke」Labassa Woolfe (London, UK)

## 主なグループ展
- 2022 「THE LOSS OF HUMAN FACE?」 Villepin Gallery （Hong Kong, China）」
- 2022 「Facial Recognition」 Fabien Fryns Fine Art (Dubai)
- 2021 「J'AI DEUX AMOURS...」 Mariane Ibrahim Gallery (Paris, France)
- 2020 「Healing - Curated by TAKASHI MURAKAMI -」 Perrotin Gallery (Paris, France)
- 2019 「KOTARO NUKAGA group exhibition – Gaze and Distance -」KOTARO NUKAGA (Tokyo, Japan)
- 2017   LDF Auction (Saint-Tropez, France)
- 2017 「Gallery Exhibition」 Oil Gallery (London, UK)
- 2017 「Naufu Street Fair」NAUFU Contemporary (Gifu, Japan)
- 2016 「The 3rd CAF Award Exhibition」Contemporary Art Foundation , 3331 Arts Chiyoda (Tokyo, Japan)
- 2016 「VOCA Exhibition 2016」The Ueno Royal Museum (Tokyo, Japan)